# یولانیا (جورجیا)
یولانیا (به انگلیسی: Eulonia) یک منطقهٔ مسکونی در ایالات متحده آمریکا است که در شهرستان مکینتاش، جورجیا واقع شده‌است.